# Maccaffertium smithae
Maccaffertium smithae är en dagsländeart som först beskrevs av Jay R. Traver 1937.  Maccaffertium smithae ingår i släktet Maccaffertium och familjen forsdagsländor. Inga underarter finns listade i Catalogue of Life.